# Eke Bjerén
Eke Bjerén, född 1943 i Höganäs, död 1999, var en svensk tecknare, grafiker och keramiker.
Bjerén studerade för Georg Gresko vid konstakademien i Hamburg 1961-1963. Separat har han ställt ut på ett flertal platser i Sverige och Tyskland. Hans konst består av närbilder från naturen, stilleben i motljus samt landskapsbilder och träsnitt. Han var keramisk formgivare vid Gabrielverken 1964-1974. Bjerén är representerad vid Malmö museum, Landskrona museum, Helsingborgs museum, Höganäs museum och i ett antal kommuner.